# Ustawa o ustroju sądów powszechnych z 2019 roku
Ustawa o ustroju sądów powszechnych, zwana też przez część mediów i polityków ustawą „kagańcową”, „dyscyplinującą” lub „represyjną” – ustawa z dnia 20 grudnia 2019 r. o zmianie ustawy – Prawo o ustroju sądów powszechnych, ustawy o Sądzie Najwyższym oraz niektórych innych ustaw uchwalonej przez Sejm Rzeczypospolitej Polskiej głosami posłów partii Prawo i Sprawiedliwość i jej sojuszników. Ustawa weszła w życie 14 lutego 2020.
Celem tego aktu prawnego jest w opinii jego projektodawców w szczególności „uporządkowanie zagadnień ustrojowych związanych ze statusem sędziego Sądu Najwyższego, sądów powszechnych, wojskowych oraz administracyjnych, a także organów samorządu sędziowskiego oraz organów sądów.”.
Projekt ustawy zgłoszony został 12 grudnia 2019 przez grupę 32 posłów. Przedstawicielem wnioskodawców był poseł Jan Kanthak. Sejm uchwalił ją 20 grudnia 2019, 17 stycznia 2020 Senat RP podjął uchwałę o jej odrzuceniu, 23 stycznia 2020 Sejm odrzucił uchwałę Senatu. Prezydent Andrzej Duda podpisał ustawę 4 lutego 2020.
5 czerwca 2023 Trybunał Sprawiedliwości Unii Europejskiej, w sprawie C‑204/21, uznał ustawę za niezgodną z prawem unijnym.

## Główne postanowienia
Ustawa nowelizując kilka aktów prawnych wprowadza m.in. następujące rozwiązania:
- odpowiedzialność dyscyplinarną sędziów za działania lub zaniechania mogące uniemożliwić lub istotnie utrudnić funkcjonowanie wymiaru sprawiedliwości, za działania kwestionujące skuteczność powołania sędziego oraz za "działalność publiczną niedającą się pogodzić z zasadami niezależności sądów i niezawisłości sędziów";
- rozszerza się uprawnienia rzeczników dyscyplinarnych sędziów – uzyskują właściwość do bycia oskarżycielami sędziów sądów apelacyjnych, sądów okręgowych i sądów rejonowych;
- sędziowie i prokuratorzy mają obowiązek informowania o przynależności do partii politycznych i stowarzyszeń;
- kolegium i samorząd sędziowski nie może podejmować „spraw politycznych”, zaś „w szczególności zabronione jest podejmowanie uchwał podważających zasady funkcjonowania władz Rzeczypospolitej Polskiej i jej konstytucyjnych organów”;
- zmienia się procedurę wyboru Pierwszego Prezesa Sądu Najwyższego – prawo zgłoszenia kandydata na to stanowisko uzyskał każdy sędzia SN; obniżono kworum niezbędne do wyboru Pierwszego Prezesa SN (minimum to 32 sędziów); w sytuacji braku I Prezesa Prezydent RP będzie mógł powierzyć jego obowiązki dowolnie wybranemu przez siebie sędziemu SN;
- Izba Kontroli Nadzwyczajnej i Spraw Publicznych Sądu Najwyższego uzyskała prawo rozstrzygania w sprawie statusu sędziego lub jego uprawnienia do sprawowania wymiaru sprawiedliwości;
- Izba Kontroli Nadzwyczajnej i Spraw Publicznych SN uzyskała prawo „rozpatrywania skarg o stwierdzenie niezgodności z prawem prawomocnego orzeczenia Sądu Najwyższego” i innych sądów, a także prawo do rozpoznawania wniosków o uchylenie immunitetów sędziów i prokuratorów.[6]

## Krytyka
Przeciwnicy ustawy wskazują, że ustawa rażąco narusza Konstytucję RP. W opinii Naczelnej Rady Adwokackiej postanowienia ustawy „nie reformują wymiaru sprawiedliwości. Pod pozorem usprawnienia funkcjonowania sądów oraz rzekomego zapobiegania chaosowi i anarchii w wymiarze sprawiedliwości, naruszają konstytucyjną zasadę trójpodziału i równowagi władzy. Godzą w fundamenty demokratycznego państwa prawa i pogłębiają kryzys ustrojowy naszego państwa.”
Przeciwko wejściu ustawy w życie opowiedzieli się m.in.: Amnesty International, Helsińska Fundacja Praw Człowieka, Stowarzyszenie Sędziów Polskich „Iustitia”, Stowarzyszenie Sędziów „Themis”, Stowarzyszenie Prokuratorów „Lex super omnia”, Stowarzyszenie Adwokackie „Defensor Iuris”, Akcja Demokracja, Komitet Obrony Demokracji, Adam Bodnar, Małgorzata Gersdorf, Wojciech Hermeliński, Jacek Trela, Maciej Bobrowicz, Andrzej Rzepliński, Marek Zirk-Sadowski, MEDEL, Rechters voor Rechters, Stowarzyszenie Rad Stanu i Najwyższych Sądów Administracyjnych oraz 149 profesorów prawa. Swoje zaniepokojenie wyraził ponadto rzecznik wysokiej komisarz Narodów Zjednoczonych do spraw praw człowieka, Komisarz Praw Człowieka Rady Europy, Zgromadzenie Parlamentarne Rady Europy, Komisja Europejska, Komisja Wenecka, Rada Europy, Bill Keating (przewodniczący podkomisji ds. Europy, Eurazji, Energii i Środowisk Kongresu USA) oraz Eliot Lance Engel (przewodniczący komisji spraw zagranicznych Kongresu USA).

## Reakcja organów Unii Europejskiej
29 kwietnia 2020 Komisja Europejska uruchomiła procedurę naruszeniową przeciwko Polsce w odpowiedzi na ustawę. Vera Jourova, wiceprzewodnicząca Komisji Europejskiej monitorująca ustawę od początku procesu legislacyjnego uzasadniła ten ruch mówiąc, że  "państwa członkowskie mogą reformować swój wymiar sprawiedliwości, ale muszą to robić bez łamania unijnych traktatów" oraz że "ustawa jest niezgodna z zasadą pierwszeństwa prawa unijnego". Komisja dała Polsce dwa miesiące na odpowiedź i powrót do stanu prawnego sprzed wprowadzenia ustawy. W przypadku zignorowania terminów skieruje pozew do Trybunału Sprawiedliwości Unii Europejskiej.